# Alfred Gleißberg

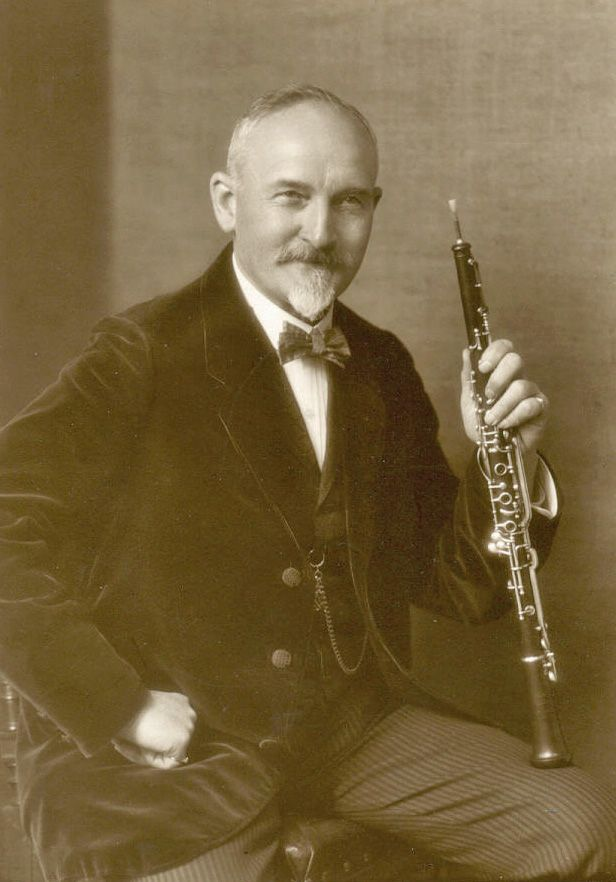
Alfred Gleißberg, um 1930

Friedrich Julius Alfred Gleißberg (* 26. November 1864 in Rockstedt; † 21. August 1963 in Leipzig) war ein deutscher Oboist. 

## Leben
Gleißberg besuchte zunächst das Konservatorium in Sondershausen und diente als Militärmusiker im Infanterie-Regiment 107 in Leipzig. Von 1885 bis 1888 studierte er Oboe bei Gustav Hinke am Leipziger Konservatorium.
Danach wirkte er kurze Zeit am Theater Braunschweig und Alten Theater Leipzig. Er ging 1888 zum Kurorchester in Interlaken, Schweiz und zur Bilseschen Kapelle (Vorläufer der Berliner Philharmoniker) in Berlin. Von 1893 bis 1930 war er Mitglied (1. Oboist) des Gewandhausorchesters. 1896 gehörte er zu den Gründungsmitgliedern des Gewandhaus-Bläserquintetts. Von 1927 bis 1942 lehrte er am Leipziger Konservatorium, zuletzt als Professor. Zu seinen Schülern gehörte u. a. Axel Schmidt.
Er war Mitglied der Leipziger Freimaurerloge Balduin zur Linde.